# Estación Gobernador Mansilla
Gobernador Mansilla es la estación de ferrocarril de la localidad homónima, provincia de Entre Ríos, República Argentina. Se encuentra precedida por el Desvío Clé y le sigue Estación Gobernador Echagüe.
El 30 de enero de 1891 el ramal Tala-Gualeguay del Ferrocarril Central Entrerriano fue librado al servicio pasando el primer tren por la estación Gobernador Mansilla. Fue desactivado el 1 de junio de 1978.